# Zero (film)
Zero – polski dramat obyczajowy z 2009 roku w reżyserii Pawła Borowskiego. Był to pełnometrażowy debiut tego twórcy. Zdjęcia kręcono w Łodzi i Warszawie.
W ciągu 10 dni emisji w polskich kinach sprzedano bilety na kwotę 573 554 zł.

## Fabuła
Film przedstawia ciąg zdarzeń rozgrywający się w ciągu jednego dnia. Zachowania każdego bohatera wywołują reakcję kolejnego, na wzór działania wahadła Newtona. Obraz rozpoczyna rozmowa przedsiębiorcy z prywatnym detektywem, który chce dowiedzieć się, czy aktualne jest polecenie śledzenia pewnej osoby. Detektyw wraz ze swoim pomocnikiem przystępują do działania.

## Obsada
- Robert Więckiewicz − jako prezes
- Aleksandra Popławska − jako żona prezesa
- Bogdan Koca − jako detektyw
- Cezary Kosiński − jako pracownik firmy prezesa
- Andrzej Mastalerz − jako sprzedawca gazet
- Roma Gąsiorowska − jako pornogwiazda
- Małgorzata Buczkowska − jako pielęgniarka
- Przemysław Bluszcz − jako producent filmów porno
- Michał Żurawski − jako kochanek żony prezesa
- Marian Dziędziel − jako taksówkarz
- Wojciech Zieliński − jako ratownik medyczny
- Michał Tarkowski − jako pedofil
- Kamilla Baar − jako żona pracownika firmy prezesa
- Sławomir Rokita − jako ojciec barmana
- Przemysław Kaczyński − jako operator filmów porno
- Sonia Bohosiewicz − jako sekretarka prezesa
- Mariusz Zaniewski − jako kolega pracownika firmy prezesa
- Janusz Chabior − jako recepcjonista
- Maria Maj − jako lekarka
- Magdalena Popławska − jako kochanka pracownika firmy prezesa
- Magdalena Boczarska − jako kasjerka
- Olga Bołądź − jako barmanka
- Rafał Mohr − jako barman
- Julia Kamińska − jako pracownica restauracji
- Mariusz Słupiński − jako policjant
- Gabriela Muskała − jako żona sprzedawcy gazet
- Artur Janusiak − jako policjant
- Monika Fronczek
- Magdalena Lamparska
- Marek Wyrwicz - jako Przechodzień

i inni.